# Gryon dichropterus
Gryon dichropterus är en stekelart som beskrevs av Mikhail Vasilievich Kozlov 1966. Gryon dichropterus ingår i släktet Gryon och familjen Scelionidae. Inga underarter finns listade i Catalogue of Life.